# جمالة البيضاني
جمالة البيضاني (2012 ديسمبر 15-1977)، هي ناشطة يمنية في مجال الدفاع عن الحقوق المدنية للنساء من ذوات الإعاقة ومؤسسة جمعية التحدي لرعاية السيدات من ذوات الإعاقة، و التي تعد أول جمعية من نوعها في اليمن.

## السيرة الذاتية
ولدت البيضاني بإحدى قرى محافظة البيضاء اليمنية وعاشت طفولة مليئة بالنشاط إلى أن أصيبت بمرض التهاب السحايا في عمر السابعة ثم أصيبت بالشلل بسبب المضاعفات الناجمة عن المرض. وبعد تعافيها، أصبحت تستخدم الكرسى المتحرك في التنقل. عام 1995، بدأت البيضاني العمل بوزارة الشؤون الاجتماعية وبدأت دراستها الجامعية في مجال العلوم الاجتماعية حيث حصلت على درجة البكالوريوس
عام 1996، بدأت البيضاني العمل في حقوق ذوي الإعاقة بالحكومة اليمنية لكنها شعرت فيما بعد أنها لم تتمكن من تحقيق هدفها في توفير الخدمات للموظفات الحكوميات من ذوات الإعاقة.
في اليمن، يتعين على المواطنين من ذوي الإعاقة الاعتماد على منظمات رعاية الأشخاص من ذوي الإعاقة أو المنطمات غير الحكومية.
في عام 1998، أسست البيضاني جمعية التحدي لرعاية النساء من ذوات الإعاقة يليها عام 2006 جمعية الإصرار غير الحكومية لتنمية الشباب والتي تعمل على تنسيق العمل التطوعى للأشخاص من ذوي الإعاقة.
عام 2007، تم تكريم البيضاني من جانب السفارة الأمريكية في اليمن، باعتبارها «أمرأة شجاعة».
وفي عام 2008، منحتها السفارة الكويتية بصنعاء جائزة بقيمة 30 ألف دولار تقديرًا لجهودها في العمل بالمنظمات غير الحكومية.
توفيت البيضاني في صنعاء عام 2012 بسبب المضاعفات الناجمة عن مرض بالجهاز التنفسي. ودفنت في مقبرة ماجل الدمه.
وبعد وفاتها حصلت البيضاني عام 2013 على جائزة بلقيس من الدرجة الثانية و التي يتم منحها للنساء اللاتى أسهمن بشكل استثنائي في النهوض بالمرأة اليمنية.

## وصلات خارجية
- Jamalah Saleh Al Baidani (in Arabic and English)